# 米勒瓦什高原

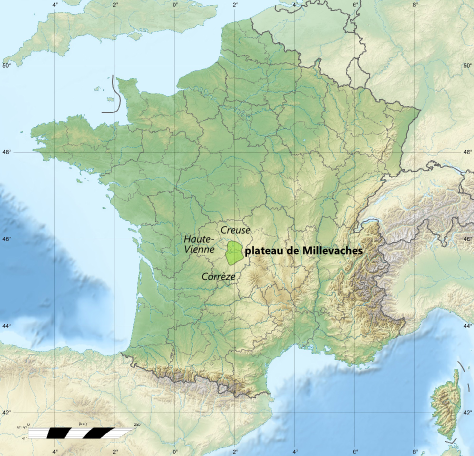
米勒瓦什高原地图

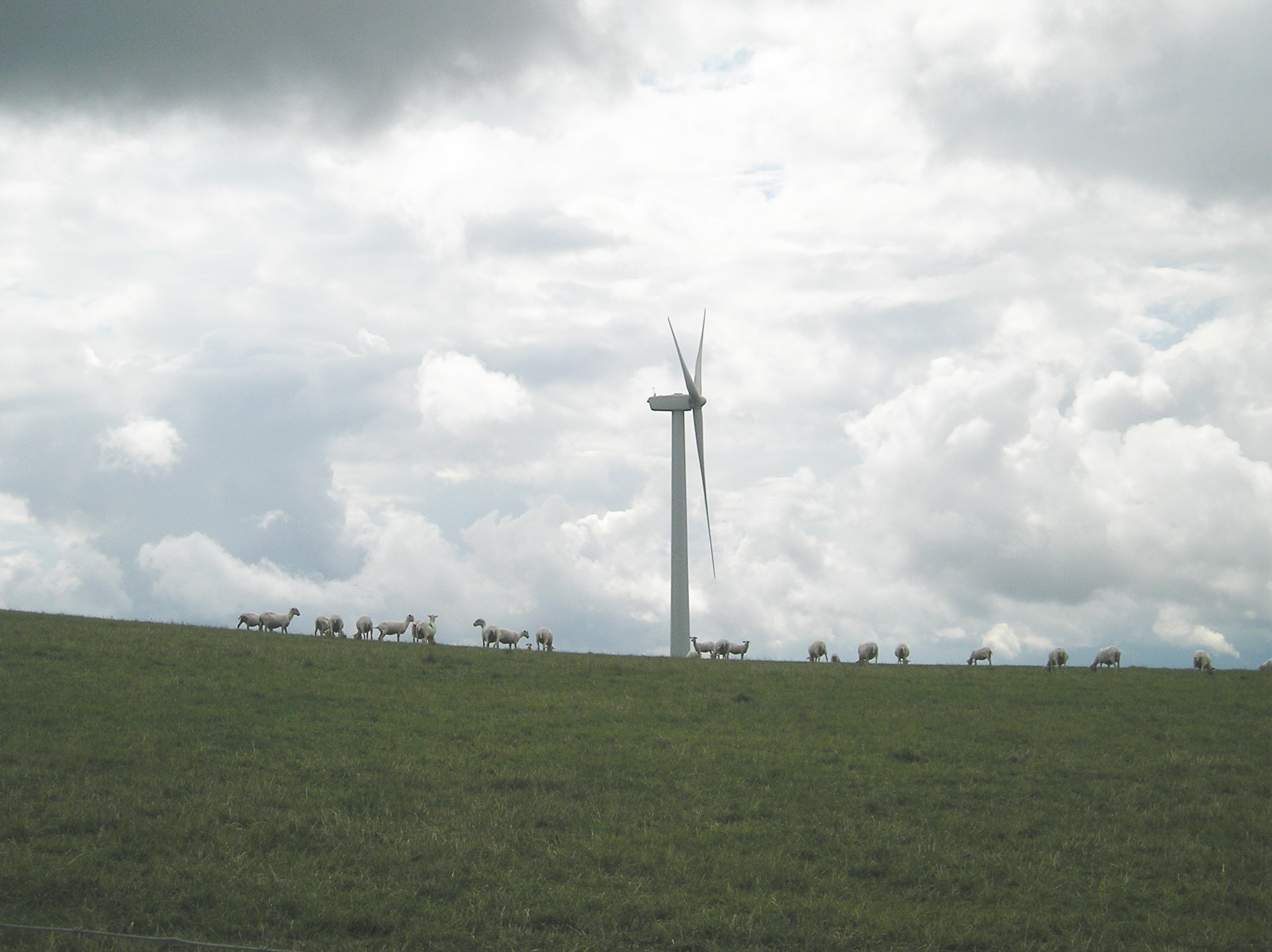
米勒瓦什高原

米勒瓦什高原（法語：Plateau de Millevaches，法語發音：[plato də milvaʃ]）是法国新阿基坦大区的一个花崗岩高原，位于科雷兹、克勒兹、上维埃纳三省，得名于村庄米勒瓦什。